# 克洛什河
克洛什河（法語：Cloche，法語發音：[klɔʃ] ⓘ）是法国中央-盧瓦爾河谷大區厄尔-卢瓦省的河流，是于讷河的左支流，长22.7千米，发源自弗雷蒂尼，于马尔贡流入于讷河。